# Murr, Ludwigsburg
Murr là một đô thị ở huyện Ludwigsburg, Baden-Württemberg, Đức. Đô thị này có diện tích 7,8 km², dân số thời điểm ngày 31 tháng 12 năm 2006 là 6248 người. Murr tọa lạc bên sông Murr, 2 km thượng lưu nơi hợp lưu với sông Neckar và có cự ly khoảng 9 km về phía đông bắc của Ludwigsburg.